# Mezinárodní letiště Rio de Janeiro-Galeão
Mezinárodní letiště Rio de Janeiro-Galeão nebo Mezinárodní letiště Antonia Carlose Jobim-Rio de Janeiro / Galeão  (portugalsky Aeroporto Internacional do Rio de Janeiro/Galeão-Antonio Carlos Jobim, IATA: GIG, ICAO: SBGL) je mezinárodní letiště v druhém největším brazilském městě Rio de Janeiro. Název Galeão je odvozen od pláže Praia do Galeão, která se nachází před původním terminálem letiště a v současnosti je součástí letecké základny brazilských vzdušných sil. Galeão je čtvrté nejvytíženější brazilské letiště, po letištích v Sao Paulu a v hlavním městě Brasília. Rozlohou představuje největší letiště v Brazílii. Kromě linek do vnitrostátních a významných latinskoamerických destinací má letiště pravidelné spojení s Dallasem, Miami, New Yorkem, Atlantou, Charlotte, Washingtonem DC, Houstonem, Londýnem, Frankfurtem, Paříží, Římem, Lisabonem, Portem, Amsterdamem a Luandou.

## Historie

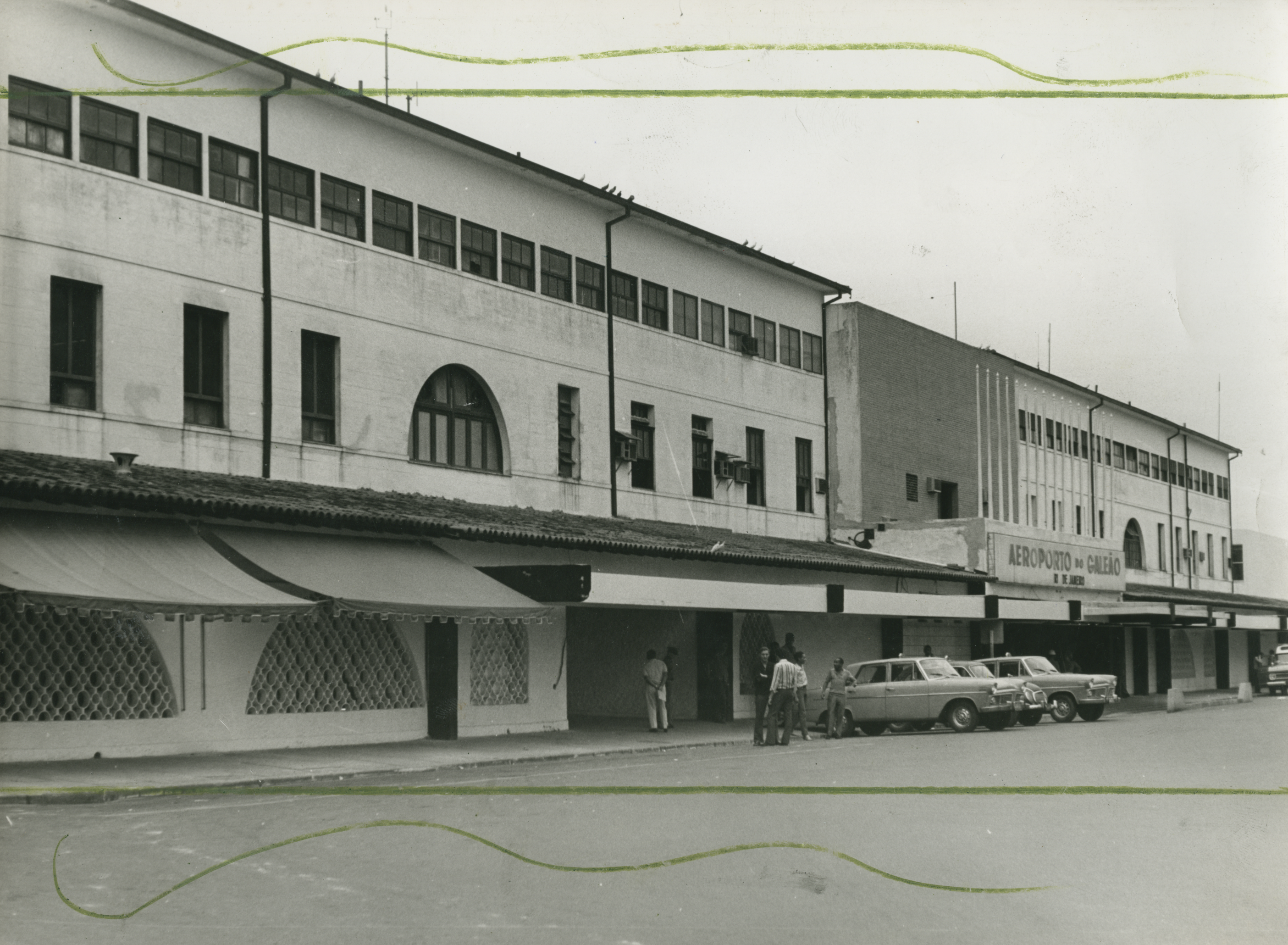
Vstup do původní budovy terminálu pro cestující používaný v letech 1952 až 1977

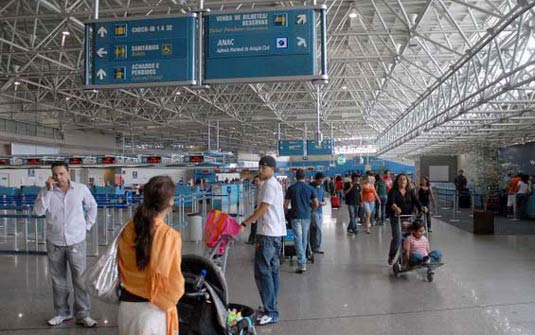
Terminál 2

Historie letiště začala v roce 1923, kdy byla v těsné blízkosti areálu letiště na ostrově Governador v zátoce Guanabara založena škola námořního letectva. V roce 1941, souběžně se vznikem brazilského vojenského letectva, se škola stala jednou z významných leteckých základen a zároveň byla prodloužena letecká dráha a postaven terminál s hangáry. Po vyhlášení války mocnostem Osy v roce 1942 byla základna intenzivně využívána spojeneckým letectvem.
Na konci druhé světové války nebylo letiště Santos Dumont schopno přijímat rostoucí počet cestujících a mezinárodní lety byly postupně přesměrovány na základnu brazilského letectva.
V roce 1952 byl otevřen první terminál letiště. V současnosti je tato budova využívána pro lety brazilských vzdušných sil.
V roce 1976 na letišti poprvé přistálo letadlo Concorde a pravidelné lety na lince do Paříže trvaly až do roku 1982. Od roku 1977 provozovalo letiště všechny významné mezinárodní linky Brazílie. Ve stejném roce byl otevřen nový terminál.
Celosvětově známé se stalo v roce 1979, kdy se zde natáčel film Bitva na měsíci ze série o agentu Jamesi Bondovi. V roce 1985 letiště ztratilo svou pozici prvního brazilského letiště ve prospěch saopaulského letiště Guarulhos. V té době byla na letišti Guarulhos otevřená letištní dráha, která přijímala všechny běžné typy letadel bez omezení tonáže. V dalších letech následoval pokles počtu cestujících, obrat nastal od roku 2004, odkdy letiště postupně nabývá svou důležitost jako významný uzel jihoamerické letecké dopravy.
Letiště je významným uzlem brazilského dopravce TAM Linhas Aéreas a nízkonákladových aerolinií Gol.

## Rozvoj letiště
V roce 2009 provozovatel letiště Infraero zveřejnil investiční plán v částce 431 milionů USD, který zahrnuje modernizaci obou terminálů a rozšíření parkovacích míst. Rozsah modernizačních prací byl v průběhu výstavby rozšířen a termín dokončení posunut na rok 2016. Investice byly součástí příprav na Letní olympijské hry 2016 a Mistrovství světa ve fotbale v roce 2014.

## Terminály
Oba terminály jsou půlkruhového tvaru a každý má 12 bran (gates). Terminál 1 prošel v roce 1991 první modernizací a Terminál 2 v roce 1999. Letiště disponuje 173 odbavovacími pulty.

## Statistika

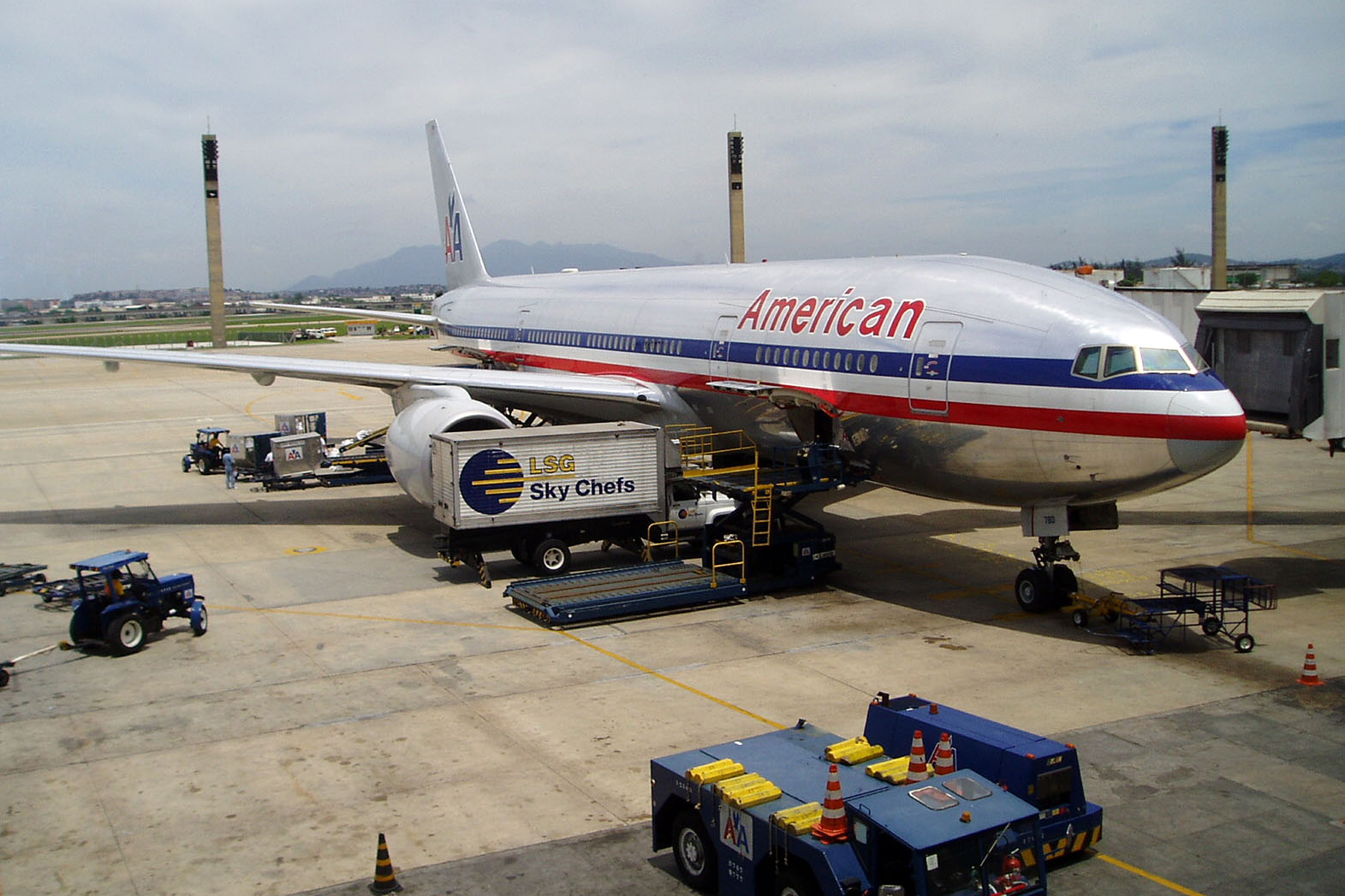
Pohled na Boeing 777

| Rok  | Počet cestujících |
| ---- | ----------------- |
| 2003 | 4 619 229         |
| 2004 | 6 024 930         |
| 2005 | 8 657 139         |
| 2006 | 8 856 527         |
| 2007 | 10 352 616        |
| 2008 | 10 754 689        |
| 2009 | 11 828 656        |
| 2010 | 12 229 513        |
| 2011 | 14 926 615        |
| 2012 | 17 491 744        |